# Бублик, Александр Станиславович
Алекса́ндр Станисла́вович Бу́блик (род. 17 июня 1997, Гатчина, Ленинградская область) — казахстанский теннисист, до 2016 года выступавший за Россию; финалист одного турнира Большого шлема в парном разряде (Открытый чемпионат Франции-2021).

## Общая биография
Начал играть в теннис в 2 года с отцом. В детстве Александра тренировал отец Станислав Бублик. Мать — Наталья. Кумир — чех Томаш Бердых. Любимое покрытие — хард. Любимые турниры — Монте-Карло и Астана.
Правша, слева играет двумя руками. Отличительные черты стиля игры Бублика — сильная подача и агрессивная игра на задней линии. Часто применяет укороченные удары, а также подачи из-под руки. Если бы не был теннисистом, он хотел бы быть баскетболистом, потому что его крёстный отец — баскетбольный тренер.
Получил перелом лодыжки в 2018 году в квалификационном матче на турнир в Индиан-Уэллсе против Митчелла Крюгера.
В 2016 году Бублик объявил, что будет выступать за Казахстан.

## Спортивная карьера
На юниорском уровне Александр Бублик входил в двадцатку сильнейших теннисистов мира и играл на всех турнирах «Большого Шлема». Доходил до четвертьфиналов на Открытом чемпионате Австралии (2015 год) и Открытом чемпионате США (2014 год). На Открытом чемпионате Франции вылетел во втором круге (2015 год), на Уимблдонском турнире — в первом (2015 год).

### 2016
На Кубке Кремля, проходившем в Москве, Бублик дошёл до четвертьфинала. По ходу турнира одолел лидеров сборной России — Андрея Рублёва в первом круге квалификации и Константина Кравчука в первом раунде основной сетки. Во втором раунде Александр сотворил сенсацию и переиграл в двух сетах первого сеяного испанца Роберто Баутиста Агута. В четвертьфинале Бублик проиграл другому испанцу Пабло Карреньо Бусте. Сезон закончил на 205-м месте, вплотную приблизившись к топ-200.

### 2017
В январе дебютировал на турнирах серии Большого Шлема, отобравшись через квалификацию на Открытый чемпионат Австралии. В первом раунде основной сетки неожиданно обыграл француза Люку Пуя. Во втором раунде уступил теннисисту из Туниса Малику Джазири. В феврале выиграл свой первый турнир — ATP Challenger в Морелос (Мексика), обыграв в финале чилийца Николаса Харри в двух сетах. На Открытый чемпионат Франции не смог пробиться, проиграв в заключительном раунде квалификации итальянцу Стефано Наполитано. В квалификации на Уимблдонский турнир проиграл в заключительном раунде Даниэлю Брандсу в упорнейшем пятисетовом матче, уступив решающий сет со счётом 12:10. Однако всё равно оказался в основной сетку в качестве «лаки-лузера», попав на первую ракетку мира Энди Маррея. Проиграл этот матч в трёх сетах, однако впервые в жизни сыграл на центральном корте Уимблдона. В июле вышел в полуфинал челленджера в Астане (Казахстан), однако проиграл соотечественнику Михаилу Кукушкину. В августе выиграл свой второй турнир серии челленджер в Аптос (США), обыграв в финале британца Лиама Броди. Благодаря этой победе в конце сентября Бублик впервые в карьере вошёл в топ-100 рейтинга ATP, однако год закончил на 117-м месте.

### 2018
В сезоне-2018 не смог пробиться в основную сетку Открытого чемпионата Австралии, проиграв во втором раунде квалификации Дэриану Кингу. В феврале через квалификацию вышел в основную сетку Открытого чемпионата Делрей-Бич, но в первом раунде основной сетки проиграл хорвату Франко Шкугору. Затем квалифицировался в основную сетку на Открытый чемпионат Мексики, но также проиграл в первом раунде австралийцу Танаси Коккинакису. С конца апреля по середину июня у Бублика была серия из семи поражений подряд. Затем до середины августа ни на одном из турниров не смог дойти дальше второго раунда. Только в конце августа и в сентябре смог добраться до двух полуфиналов челленджеров — в Кванчжу (Корея) и Чжанцзяган (Китай). В октябре прошёл квалификацию на Кубок Кремля в Москве. однако проиграл в первом раунде французу Пьер-Юг Эрберу. Успехом сезона можно назвать завоёванный третий титул в ноябре — челленджер в Братиславе (Словакия), где Бублик в финале переиграл чеха Лукаша Росола в двух сетах. Этот успех позволил вернуться в топ-200 и закончить сезон на 162-м месте.

### 2019

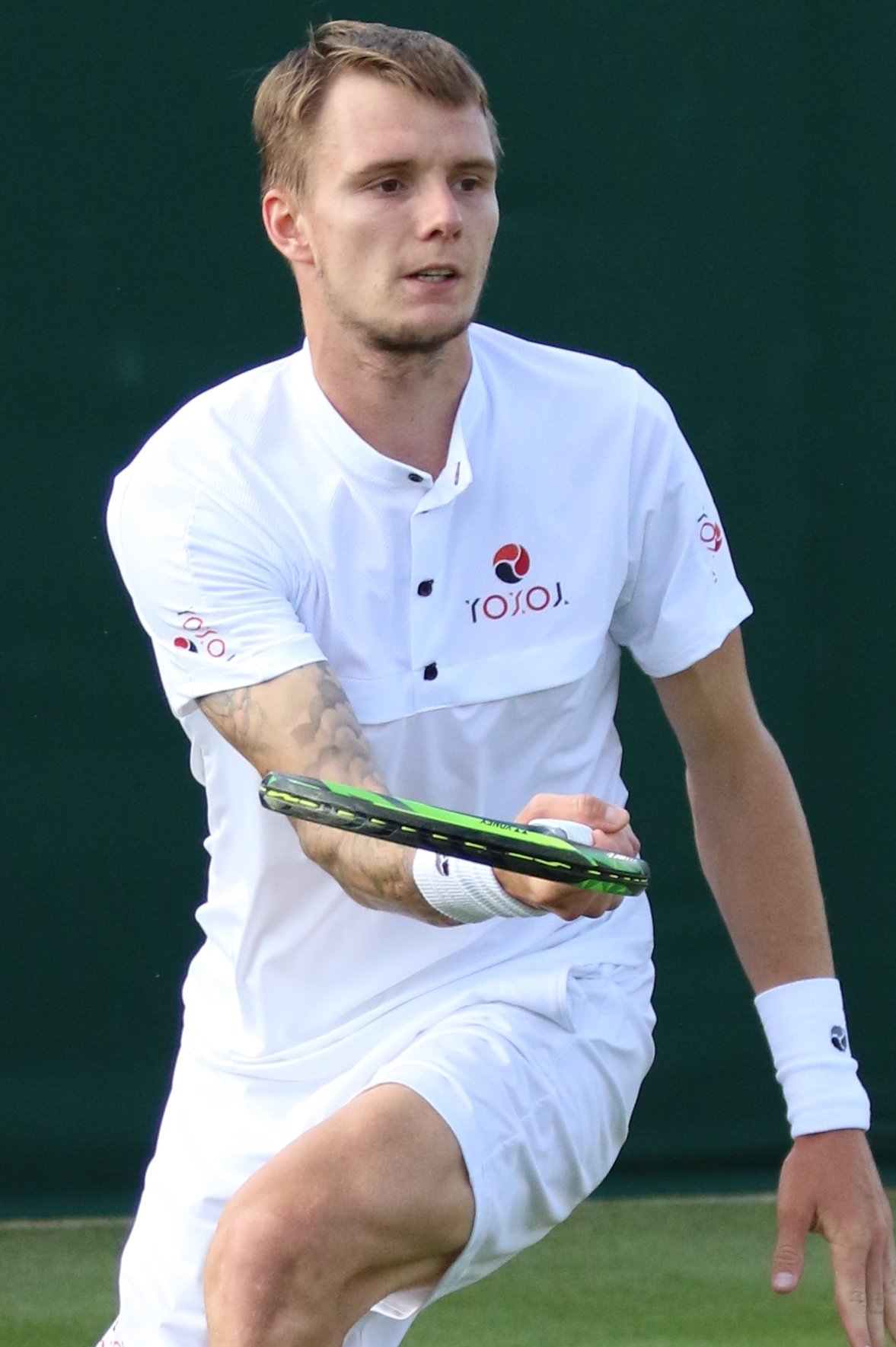
2019 год

В январе проиграл в первом раунде квалификации на Открытый чемпионат Австралии Юрию Родионову из Австрии. В первом матче за сборную Казахстана в Кубке Дэвиса обыграл португальца Жуана Соузу. В феврале выиграл свой четвёртый челленджер в Будапеште (Венгрия), обыграв в финале итальянца Роберто Маркора. В начале марта выиграл пятый в карьере челленджер в По (Франция), переиграв в финале Норберта Гомбоша из Словакии. В начале апреля выиграл шестой челленджер в Монтеррее (Мексика), обыграв в финале эквадорца Эмилио Гомес Гомес. Этот успех позволил ему вернуться в топ-100 в рейтинге ATP. На Открытом чемпионате Франции Бублик дошёл до второго раунда, что стало лучшим достижением в его карьере, но проиграл будущему финалисту Доминику Тиму, хотя даже сравнял счёт после второго сета. На Уимблдонском турнире проиграл в первом же раунде в четырёх сетах французу Грегуару Барреру, хотя вёл по сетам 1-0. На Открытом чемпионате США 2019 года дошёл до третьего раунда, но проиграл Пабло Андухару в трёх сетах.

### 2020
Несмотря на нечастое участие в парном разряде, на Открытом чемпионате Австралии дошёл до полуфинала с Михаилом Кукушкиным, где они уступили паре, ставшей победителями Раджив Рам / Джо Солсбери.

### 2021
В начале январе Бублик принял участие в турнире ATP-250 в турецкой Анталье, где стал финалистом турнира. В финале он сыграл всего два гейма против австралийского теннисиста Алекса Де Минора, а затем отказался продолжать борьбу в матче.
На Открытом чемпионате Франции в парном разаряде Бублик, который занимал тогда 101-е место в парном рейтинге и никогда не игравший в финалах турниров ATP, и Андрей Голубев неожиданно дошли до финала, где проиграли паре Николя Маю / Пьер-Юг Эрбер. При этом во втором сете при счёте 6-4 5-4 Бублик подавал на матч, но не удержал свою подачу. На Олимпийских играх Бублику не удалось преодолеть первый круг ни в одиночном, ни в парном разрядах.

### 2022
В феврале в Монпелье Бублик  впервые в карьере выиграл турнир ATP, обыграв в финале Александра Зверева со счётом 6-4 6-3.

### 2023
В июне выиграл турнир в Халле, одолев в финале Андрея Рублёва (6-3, 3-6, 6-3). Это его первый титул на траве и первый на турнире категории ATP 500. На Уимблдонском турнире Бублик был посеян под 23-м номером и впервые в карьере смог дойти до 4-го раунда турнира Большого шлема, где в очень упорном матче уступил Андрею Рублёву — 5-7 3-6 7-6(8-6) 7-6(7-5) 4-6. Бублик сделал в этом матче 39 эйсов.
В октябре выиграл турнир ATP 250 на харде в зале в Брюсселе.

### 2024
В феврале второй раз в карьере выиграл турнир ATP 250 на харде в зале в Монпелье, обыграв в финале Борну Чорича.
В марте дошёл до финала турнира ATP 500 на харде в Дубае, где проиграл Юго Эмберу. Примечательно, что соперник Бублика по полуфиналу пятая ракетка мира Андрей Рублёв был дисквалифицирован в третьем сете при счёте 6-5 в пользу Бублика за оскорбление линейного судьи. Сам Бублик был не против продолжить матч.
На Открытом чемпионате Франции проиграл во втором круге Яну-Леннарду Штруффу в трёх сетах (2-6 2-6 3-6).
На Уимблдоне Бублик дошёл до третьего раунда, где уступил 13-й ракетке мира Томми Полу в трёх сетах.
На Олимпийских играх в Париже в одиночном разряде в первом круге проиграл Тейлору Фрицу (4-6 4-6).
На Открытом чемпионате США в первом круге в пяти сетах проиграл Шан Цзюньчэну, хотя вёл 2-1 по партиям.
Осенью ни на одном турнире не смог выиграть более одного матча. Завершил год на 33-м месте в рейтинге.

### 2025
На Открытом чемпионате Австралии проиграл в первом круге Франсиско Серундоло в трёх сетах. На следующих 6 турнирах смог выиграть в сумме только два матча.
К началу марта опустился в конец первой сотни рейтинга после того, как не смог защитить очки за победу на турнире в Монпелье и финал в Дубае в 2024 году.
В марте дошёл до финала «челленджера» в Финиксе на харде, где проиграл на двух тай-брейках 18-летнему Жуану Фонсеке.
В конце апреля второй год подряд дошёл до 4-го круга турнира серии Masters на грунте в Мадриде, победив в третьем раунде Андрея Рублёва со счётом 6-4 0-6 6-4. В 4-м раунде уступил Якубу Меншику (3-6 2-6).
В мае выиграл представительный «челленджер» на грунте в Турине. Это была первая с апреля 2019 года победа на «челленджере» для Бублика, а на грунте он выиграл турнир этой серии впервые.
На Открытом чемпионате Франции, будучи 62-й ракеткой мира, во втором круге сенсационно обыграл 9-ю ракетку мира Алекса де Минора со счётом 2-6 2-6 6-4 6-3 6-2 и впервые в карьере вышел в третий круг этого турнира Большого шлема. В третьем круге в трёх сетах обыграл португальца Энрике Рошу и второй раз в карьере дошёл до 4-го раунда на турнире Большого шлема (впервые Бублику это удалось на Уимблдоне 2023 года). В 4-м раунде Бублик сенсационно обыграл пятую ракетку мира Джека Дрейпера со счётом 5-7 6-3 6-2 6-4. Подавая на матч, Бублик отыграл пять брейкпойнтов. Бублик стал первым в истории теннисистом из Казахстана, вышедшим в 1/4 финала на любом турнире Большого шлема в мужском одиночном разряде. В 1/4 финала Бублик уступил первой ракетке мира Яннику Синнеру (1-6 5-7 0-6).
На Открытом чемпионате Халле Бублик во втором круге обыграл действующую первую ракету мира — прошлогоднего чемпиона Янника Синнера, тем самым одержав самую крупную победу в своей карьере и прервав победную серию Синнера из 66 матчей с игроками вне топ-20 рейтинга ATP. Далее он победил Томаша Махача и Карена Хачанова, выйдя в свой второй финал Халле. В финале он встретился с Даниилом Медведевым, которому до этого уступал 7 матчей подряд. Несмотря на эту статистику, Бублик смог в двух сетах одолеть россиянина (6-3 7-6(7-4)) и выиграть свой второй титул ATP 500 в одиночном разряде. За победу в турнире Бублик заработал €471,7 тыс.

## Рейтинг на конец года
| Год  | Одиночный рейтинг | Парный рейтинг |
| 2024 | 33                | 117            |
| 2023 | 32                | 224            |
| 2022 | 37                | 170            |
| 2021 | 36                | 48             |
| 2020 | 50                | 90             |
| 2019 | 56                | 320            |
| 2018 | 162               | 309            |
| 2017 | 117               | —              |
| 2016 | 205               | 861            |
| 2015 | 964               | 892            |
| 2014 | 893               | 740            |

По данным официального сайта ATP на последнюю неделю года. 

## Выступления на турнирах

### Финалы турнировATPв одиночном разряде (14)

#### Победы (7)
| Легенда                     |
| --------------------------- |
| Турниры Большого шлема (0)* |
| Итоговый турнир ATP (0)     |
| ATP Мастерс 1000 (0)        |
| АТР 500 (2)                 |
| АТР 250 (5)                 |

| Титулы по покрытиям | Титулы по месту проведения матчей турнира |
| ------------------- | ----------------------------------------- |
| Хард (3)            | Зал (3)                                   |
| Грунт (2)           | Зал (3)                                   |
| Трава (2)           | Открытый воздух (5)                       |
| Ковёр (0)           | Открытый воздух (5)                       |

* количество побед в одиночном разряде + количество побед в парном разряде.
| №  | Дата            | Турнир                | Покрытие   | Соперник в финале      | Счёт в финале |
| 1. | 6 февраля 2022  | Монпелье, Франция     | Хард (зал) | Александр Зверев       | 6-4 6-3       |
| 2. | 25 июня 2023    | Халле, Германия       | Трава      | Андрей Рублёв          | 6-3 3-6 6-3   |
| 3. | 22 октября 2023 | Антверпен, Бельгия    | Хард (зал) | Артюр Фис              | 6-4 6-4       |
| 4. | 4 февраля 2024  | Монпелье, Франция (2) | Хард (зал) | Борна Чорич            | 5-7 6-2 6-3   |
| 5. | 25 июня 2025    | Халле, Германия (2)   | Трава      | Даниил Медведев        | 6-3 7-6(4)    |
| 6. | 20 июля 2025    | Гштад, Швейцария      | Грунт      | Хуан Мануэль Серундоло | 6-4 4-6 6-3   |
| 7. | 26 июля 2025    | Кицбюэль, Австрия     | Грунт      | Артюр Казо             | 6-4 6-3       |

#### Поражения (7)
| №  | Дата             | Турнир           | Покрытие   | Соперник в финале    | Счёт              |
| 1. | 21 июля 2019     | Ньюпорт, США     | Трава      | Джон Изнер           | 6-7(2) 3-6        |
| 2. | 29 сентября 2019 | Чэнду, Китай     | Хард       | Пабло Карреньо Буста | 7-6(5) 4-6 6-7(3) |
| 3. | 13 января 2021   | Анталья, Турция  | Хард       | Алекс Де Минор       | 0-2 — отказ       |
| 4. | 28 февраля 2021  | Сингапур         | Хард (зал) | Алексей Попырин      | 6-4 0-6 2-6       |
| 5. | 17 июля 2022     | Ньюпорт, США (2) | Трава      | Максим Кресси        | 6-2 3-6 6-7(3)    |
| 6. | 25 сентября 2022 | Мец, Франция     | Хард (зал) | Лоренцо Сонего       | 6-7(3) 2-6        |
| 7. | 2 марта 2024     | Дубай, ОАЭ       | Хард       | Юго Эмбер            | 4-6 3-6           |

### Финалы челленджеров и фьючерсов в одиночном разряде (12)

#### Победы (10)
| Условные обозначения |
| Челленджеры (6+0)*   |
| Фьючерсы (4+3)       |

| Титулы по покрытиям | Титулы по месту проведения матчей турнира |
| ------------------- | ----------------------------------------- |
| Хард (9+2)          | Зал (5+1)                                 |
| Грунт (1+1)         | Зал (5+1)                                 |
| Трава (0)           | Открытый воздух (5+2)                     |
| Ковёр (0)           | Открытый воздух (5+2)                     |

* количество побед в одиночном разряде + количество побед в парном разряде.
| №   | Дата             | Турнир                  | Покрытие   | Соперник в финале   | Счёт          |
| 1.  | 16 апреля 2016   | Доха, Катар             | Хард       | Бенжамен Бонзи      | 7-6(4) 7-6(7) |
| 2.  | 25 июня 2016     | Москва, Россия          | Грунт      | Филип Хоранский     | 6-3 7-6(5)    |
| 3.  | 10 сентября 2016 | Санкт-Петербург, Россия | Хард (зал) | Александр Василенко | 6-3 7-5       |
| 4.  | 8 октября 2016   | Фалун, Швеция           | Хард (зал) | Эдвард Корри        | 6-4 6-4       |
| 5.  | 25 февраля 2017  | Морелос, Мексика        | Хард       | Николас Ярри        | 7-6(5) 6-4    |
| 6.  | 13 августа 2017  | Аптос, США              | Хард       | Лиам Броуди         | 6-2 6-3       |
| 7.  | 11 ноября 2018   | Братислава, Словакия    | Хард (зал) | Лукаш Росол         | 6-4 6-4       |
| 8.  | 10 февраля 2019  | Будапешт, Венгрия       | Хард (зал) | Роберто Маркора     | 6-0 6-3       |
| 9.  | 3 марта 2019     | По, Франция             | Хард (зал) | Норберт Гомбош      | 5-7 6-3 6-3   |
| 10. | 7 апреля 2019    | Монтеррей, Мексика      | Хард       | Эмилио Гомес        | 6-3 6-2       |

#### Поражения (2)
| №  | Дата           | Турнир      | Покрытие | Соперник в финале | Счёт          |
| 1. | 23 апреля 2016 | Доха, Катар | Хард     | Так Кунн Ванг     | 0-6 6-4 2-6   |
| 2. | 17 марта 2025  | Финикс, США | Хард     | Жуан Фонсека      | 6-7(5) 6-7(0) |

### Финалы турниров Большого шлема в парном разряде (1)

#### Поражения (1)
| №  | Год  | Турнир                     | Покрытие | Партнёр        | Соперники в финале       | Счёт           |
| 1. | 2021 | Открытый чемпионат Франции | Грунт    | Андрей Голубев | Николя Маю Пьер-Юг Эрбер | 6-4 6-7(1) 4-6 |

### Финалы турнировATPв парном разряде (1)

#### Поражения (1)
| №  | Дата         | Турнир                     | Покрытие | Партнёр        | Соперники в финале       | Счёт           |
| 1. | 12 июня 2021 | Открытый чемпионат Франции | Грунт    | Андрей Голубев | Николя Маю Пьер-Юг Эрбер | 6-4 6-7(1) 4-6 |

### Финалы челленджеров и фьючерсов в парном разряде (7)

#### Победы (3)
| №  | Дата             | Турнир             | Покрытие   | Партнёр        | Соперники в финале                      | Счёт              |
| 1. | 13 сентября 2014 | Всеволожск, Россия | Грунт      | Ричард Музаев  | Андрей Василевский Владимир Иванов      | 6-3 3-6 [11-9]    |
| 2. | 8 ноября 2014    | Таллин, Эстония    | Хард (зал) | Евгений Тюрнев | Иван Аренас Гуальда Хорхе Эрнандо Руано | 6-4 6-7(5) [10-1] |
| 3. | 1 ноября 2015    | Анталья, Турция    | Хард       | Дарко Яндрич   | Туна Алтуна Кем Илкел                   | 3-6 6-4 [10-8]    |

#### Поражения (4)
| №  | Дата            | Турнир             | Покрытие    | Партнёр               | Соперники в финале              | Счёт              |
| 1. | 9 августа 2014  | Казань, Россия     | Грунт       | Роман Сафиуллин       | Антон Зайцев Андрей Левин       | 1-6 3-6           |
| 2. | 5 сентября 2015 | Всеволожск, Россия | Грунт       | Ричард Музаев         | Денис Молчанов Ярослав Шило     | 2-6 6-7(3)        |
| 3. | 24 января 2016  | Карст, Германия    | Ковёр (зал) | Хуберт Хуркач         | Данила Калениченко Денис Каприч | 7-6(2) 4-6 [7-10] |
| 4. | 11 августа 2018 | Цзинань, Китай     | Хард        | Александр Павлюченков | Се Чжэнпэн Ян Цзунхуа           | 6-7(5) 6-4 [5-10] |

## Победы над теннисистами из топ-10
По состоянию на 21 июня 2025 года
- Бублик имеет результат 13-24 против игроков, которые на момент проведения матча входили в десятку лучших.

| Сезон | 2016 | 2017 | 2018 | 2019 | 2020 | 2021 | 2022 | 2023 | 2024 | 2025 | Всего |
| Побед | 0    | 0    | 0    | 0    | 1    | 2    | 3    | 2    | 1    | 4    | 13    |

| №    | Игрок             | Рейтинг | Турнир                     | Покрытие  | Этап         | Счёт                       | Рейтинг Бублика |
| ---- | ----------------- | ------- | -------------------------- | --------- | ------------ | -------------------------- | --------------- |
| 2020 |                   |         |                            |           |              |                            |                 |
| 1.   | Гаэль Монфис      | 9       | Открытый чемпионат Франции | Грунт     | 2-й раунд    | 6-4, 7-5, 3-6, 6-3         | 49              |
| 2021 |                   |         |                            |           |              |                            |                 |
| 2.   | Маттео Берреттини | 10      | Анталья, Турция            | Хард      | 1/4 Финала   | 7-6(6), 6-4                | 49              |
| 3.   | Александр Зверев  | 7       | Роттердам, Нидерланды      | Хард(зал) | 1-й раунд    | 7-5, 6-3                   | 43              |
| 2022 |                   |         |                            |           |              |                            |                 |
| 4.   | Александр Зверев  | 3       | Монпелье, Франция          | Хард(зал) | Финал        | 6-4, 6-3                   | 35              |
| 5.   | Каспер Рууд       | 8       | Кубок Дэвиса               | Хард(зал) | Квалификация | 6-4, 5-7, 6-4              | 32              |
| 6.   | Кэмерон Норри     | 8       | Кубок Дэвиса               | Хард(зал) | Группа       | 6-4, 6-3                   | 44              |
| 2023 |                   |         |                            |           |              |                            |                 |
| 7.   | Янник Синнер      | 9       | Халле, Германия            | Трава     | 1/4 Финала   | 7-5, 2-0 — отказ           | 48              |
| 8.   | Андрей Рублёв     | 7       | Халле, Германия            | Трава     | Финал        | 6-3, 3-6, 6-3              | 48              |
| 2024 |                   |         |                            |           |              |                            |                 |
| 9.   | Андрей Рублёв     | 5       | Дубай, ОАЭ                 | Хард      | 1/2 Финала   | 6-7(4), 7-6(5), 6-5 - снят | 23              |
| 2025 |                   |         |                            |           |              |                            |                 |
| 10.  | Андрей Рублёв     | 8       | Мадрид, Испания            | Грунт     | 3-й раунд    | 6-4, 0-6, 6-4              | 75              |
| 11.  | Алекс де Минор    | 9       | Открытый Чемпионат Франции | Грунт     | 2-й раунд    | 2-6 2-6 6-4 6-3 6-2        | 62              |
| 12.  | Джек Дрейпер      | 5       | Открытый чемпионат Франции | Грунт     | 4-й раунд    | 5-7, 6-3, 6-2, 6-4         | 62              |
| 13.  | Янник Синнер      | 1       | Халле, Германия            | Трава     | 2-й раунд    | 3-6, 6-3, 6-4              | 45              |

## Интересные факты
- У Бублика есть несколько татуировок. На двух из них написаны фразы рэпера Эминема: на первой написано «Всегда быть лидером, а не последователем», на второй — «Ты меня не сломаешь, а сделаешь только сильнее»[27][28].
- Александр известен на корте яркими эмоциями и ругательствами в адрес тенниса. В одном из интервью он признался: «Я ненавижу теннис от всего сердца, ненавижу каждый день, когда мне нужно играть. Я играю только ради денег, пока заработал недостаточно. Мне нравится бить по мячу, но играть каждый день с новыми соперниками для меня невыносимо»[29].